# Androcymbium capense
Androcymbium capense là một loài thực vật có hoa trong họ Colchicaceae. Loài này được (L.) Druce miêu tả khoa học đầu tiên năm 1913.